# ارویوو سکو (نیومکزیکو)
ارویوو سکو(به انگلیسی: Arroyo Seco) شهری در ایالت نیومکزیکو کشور ایالات متحده آمریکا است که جمعیت آن در سرشماری سال ۲۰۱۰ میلادی، ۱٬۷۸۵ نفر بوده‌است.

## نگارخانه

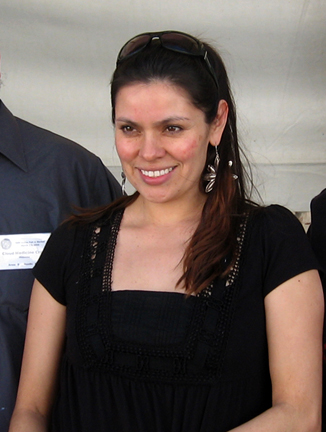